# Андре Йолес
Йоханес Андреас (Андре) Йолес (на нидерландски: Johannes Andreas Jolles) е холандско-германски историк на изкуството и литературен теоретик.

## Биография
Андре Йолес е роден на 7 август 1874 г. в Ден Хелдер. Баща му Хендрик Йоле Йолес умира на 25 февруари 1888 г. в Неапол и Андре израства като единствено дете на майка си Якоба Корнелия Сингелс (1847 – 1901) в Амстердам.
През 90-те години на XIX в. работи в различни списания: Van Nu en Straks през 1893 г., De Kroniek през 1895 г. и като редактор за изкуство и наука в De Telegraaf през 1897/98 г. Междувременно следва египетски и семитски езици в Париж и Амстердам през 1893/94 г. и в Имперския университет в Лайден през 1899 г.
През 1896 г. в Гронинген се запознава с Йохан Хьойзинха, който става негов дългогодишен приятел. Запознава се с бъдещата си съпруга Матилде (Тили) Мьонкеберг (1879 – 1958) по време на пътуване до Италия с Хьойзинха през 1899 г. Двамата се женят през септември 1900 г. и имат шест деца. Първият им син, Хендрик, е роден през юни 1901 г., но умира година по-късно. След това им се раждат пет деца: Йелте, Якоба, Ян Андрис, Матийс и Рут.
Йолес, който се позамогва след смъртта на майка си през 1901 г., започва да следва във Фрайбургския университет, където на 3 август 1905 г. получава докторска степен с дисертация върху естетиката на Витрувий с научен ръководител проф. Ото Пухщайн. През януари 1907 г. той изнася своята хабилитационна лекция „За наративния и описателния елемент във визуалните изкуства през Античността и Средновековието“ във Фрайбург, а хабилитационният му труд „Египетско-микенските церемониални съдове“ е публикуван през 1908 г. Наред с научните си изследвания написва и пиесите „Многообичната“ и „Алкестида“ (в съавторство с Карл Мьонкеберг), които са поставени в Хамбург.
През 1908 г. със семейството си се премества в Берлин, където от 1909 г. преподава като приватдоцент по история на изкуството в Университета „Фридрих Вилхелм“.
След началото на Първата световна война той се записва като доброволец (холандец е и не подлежи на мобилизация) в германската армия. След няколко отказа го приемат в артилерийски полк. Йолес става натурализиран гражданин и участва във войната първоначално като обикновен войник, а след това като лейтенант в сухопътните войски. Като офицер от окупационните сили той приема поста на професор по класическа археология и история на изкуството в Гентския университет в окупирана Белгия през 1916 г. Поради това през 1920 г. е осъден задочно на 15 години принудителен труд в Гент. В Гент той вече живее с Маргарете (Гритли) Бьоклен (1895 – 1967). След като се развежда с Матилде, двамата се женят през август 1918 г., малко след раждането на първото им дете Барбара. Раждат им се общо четири деца.
Андре Йолес става извънреден професор по фламандски и холандски език и литература, а от 1923 г. и по сравнителна литературна история в Лайпцигския университет.
През 1930 г. публикува основния си труд Einfache Formen („Прости форми“), в който представя типология на устните повествователни форми (мит, сага, легенда, приказка, спомен, казус, загадка, поговорка, шега). Както е посочено в предговора, книгата се основава на лекциите на Йолес, чиито съставители и редактори са Елизабет Кутцер и Ото Гьорнер. По-нататъшните разсъждения на Йолес върху формите на изкуството не са се развили до такава степен, че да има смисъл да ги публикува.
„Прости форми“ поставя Йолес в компанията на Ернст Касирер, Владимир Проп и други предшественици на структурализма. Книгата е преведена на английски език едва през 2017 г., „твърде късно“, по думите на Фредерик Джеймисън.
На 1 май 1933 г. става член на НСДАП (членска карта номер 2 989 023), което го отчуждава от приятелите и децата му от първия му брак. Дъщеря му Йелте е омъжена за еврейски инженер на име Голдшмид, а синът му Ян Андрис е принуден да замине в изгнание в Южна Америка като комунист. През 1937 г. Йолес е приет в Службата за сигурност. През 1941 г. получава статут на почетен член, а от 1942 г. работи по проучване на масонството от името на СД. По случай 70-годишнината му през 1944 г. Адолф Хитлер го награждава с Гьотевия медал за изкуство и наука.
На въпросника, който през май 1945 г. попълва относно нацисткото си минало, е написал на ръка: „все още нацист – твърде стар (71 години), за да бъде арестуван“. Андре Йолес се самоубива на 22 февруари 1946 г.